# Crandon
La ville de Crandon est le siège du comté de Forest, dans le Wisconsin, aux États-Unis. Sa population s’élevait à 1 386 habitants lors du recensement de 2010.